# Club de Remo Valle de Camargo
El Club de Remo Camargo es un club deportivo cántabro que fue fundado en el año 1979 por un grupo de amigos, entre ellos el presidente Fernando López Lejardi. Durante su trayectoria ha alcanzado importantes éxitos disputando regatas en todas las categorías y modalidades de banco fijo, en bateles, trainerillas y traineras y también activamente en pruebas de banco móvil por todo España.

## Historia

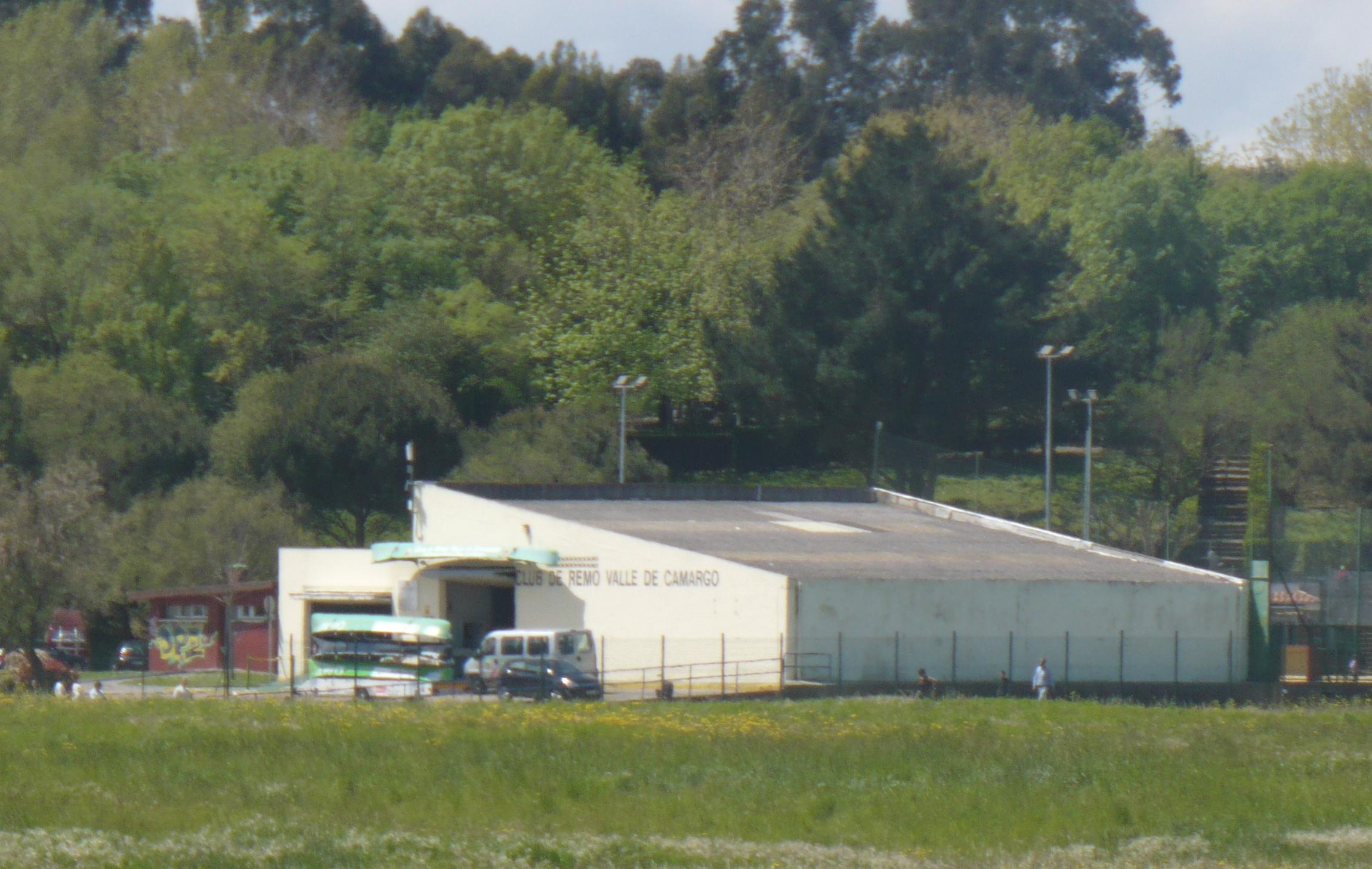
Instalaciones del CR Valle de Camargo en Parayas

En el año 1981 se organizó el primer evento organizado por el club, el Trofeo Virgen del Carmen y en 1983 se debuta en trainera, gracias a una embarcación de segunda mano comprada a Portugalete. En 1985, consiguen el segundo puesto en el Gran Premio del Nervión y la Bandera Petronor. 
A partir de 1983, se compite en las principales pruebas del calendario de traineras hasta el año 1989 que no pueden sacar la trainera al agua por problemas para completar el barco. A año siguiente, en 1990 se vuelve a sacar la trainera al agua y lo hace ininterrumpidamente hasta el año 2000, en el que vuelve a tener el mismo problema que antaño. Tres son los años que el barco no sale al agua y en el año 2003 vuelve a competir. En el 2004 se continua compitiendo pero en 2005 vuelven los problemas para completar.
En el año 2006 se inscriben en la Liga ARC y se clasifican en la primera división aunque los resultados no fueron muy buenos, a pesar de ello ganaron la regata de Fuenterrabía. En 2007 realizan un papel muy bueno en la liga, siendo cuartos aunque sin ganar ninguna regata. En 2008 finalizan terceros en la liga, siendo sextos en 2009. En la campaña 2010 logran el subcampeonato y alcanzan el ascenso a la Liga ACT después de superar las regatas de promoción.
En 2023 consiguen situarse en la zona tranquila de la Liga ARC 1, siendo la trainera referente masculina en Cantabria al ganar el Autonómico y sacando también barco femenino en regatas de pretemporada y calendario de Cantabria.

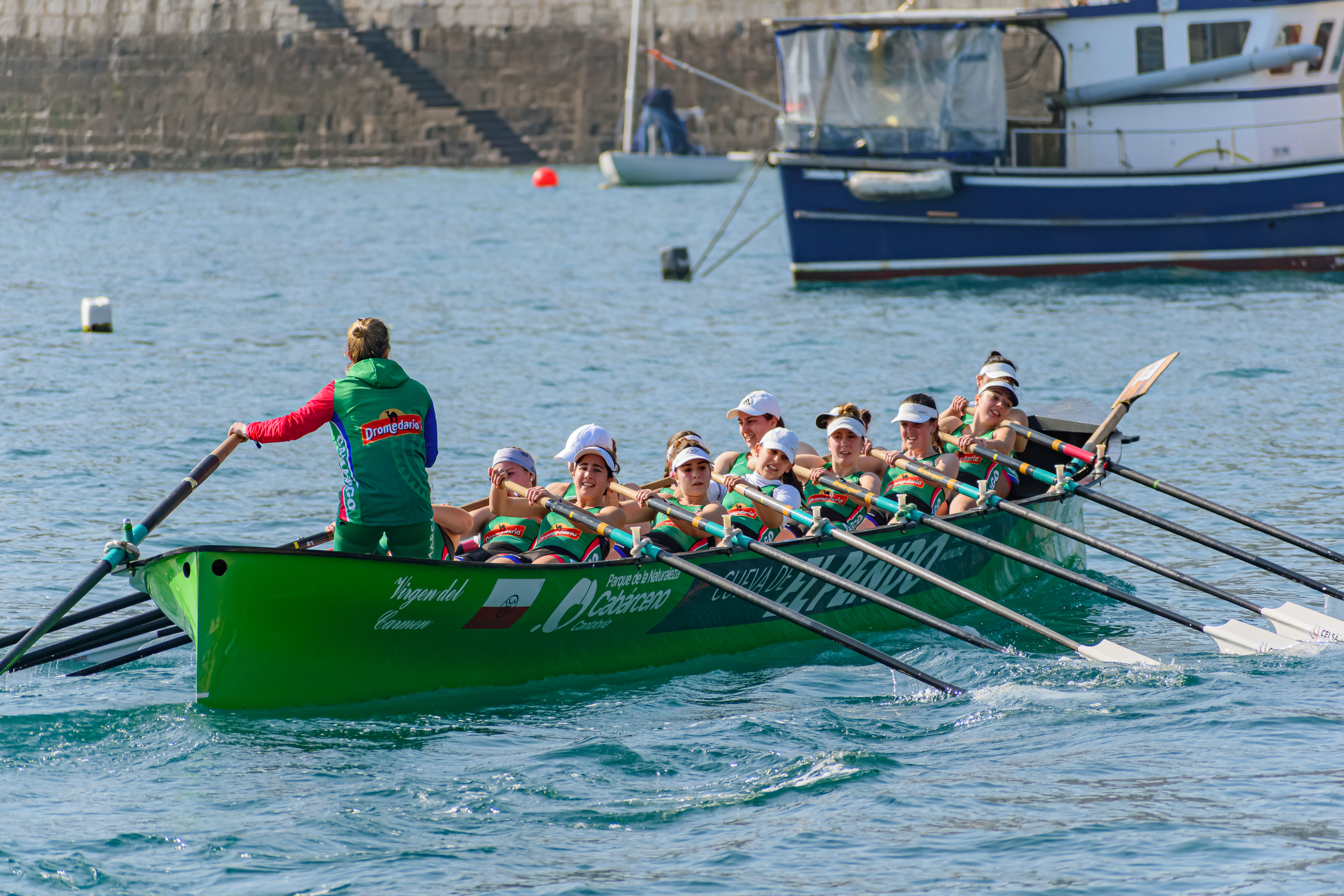
Trainera femenina en la Bandera SDR Castreña 2023

## Palmarés

### Campeonatos regionales
- 1 Campeonato de Cantabria de traineras: 2023.

### Banderas
- 4 Banderas Bansander: 1988, 1994, 1996 y 2023.
- 3 Banderas Sotileza: 1988, 1992 y 2023.
- 3 Banderas de Santander: 2016, 2017 y 2023.
- 2 Banderas de Laredo: 2004 y 2023.
- 1 Bandera Príncipe de Asturias: 1988.
- 1 Bandera de Santoña: 1993.
- 1 Bandera de Somo: 1994.
- 1 Bandera Junta Vecinal Maliaño Punta Parayas: 1999.
- 1 Bandera promoción Fuenterrabía: 2006.
- 1 Bandera de Navia (La Coruña): 2006.
- 1 Travesía Virgen del Mar - La Maruca.
- 1 Bandera de Elanchove: 2010.
- 1 Bandera de Trintxerpe: 2010.
- 1 Bandera de Camargo: 2010.
- 1 Bandera de Algorta: 2010.
- 1 Bandera Liga ARC de Pasajes de San Pedro: 2010.